# Erysichton poecilta
Erysichton poecilta, även Jameela poecilta, är en fjärilsart som beskrevs av Holland 1900. Erysichton poecilta ingår i släktet Erysichton och familjen juvelvingar. Inga underarter finns listade i Catalogue of Life.